# ドロシー・リチャードソン

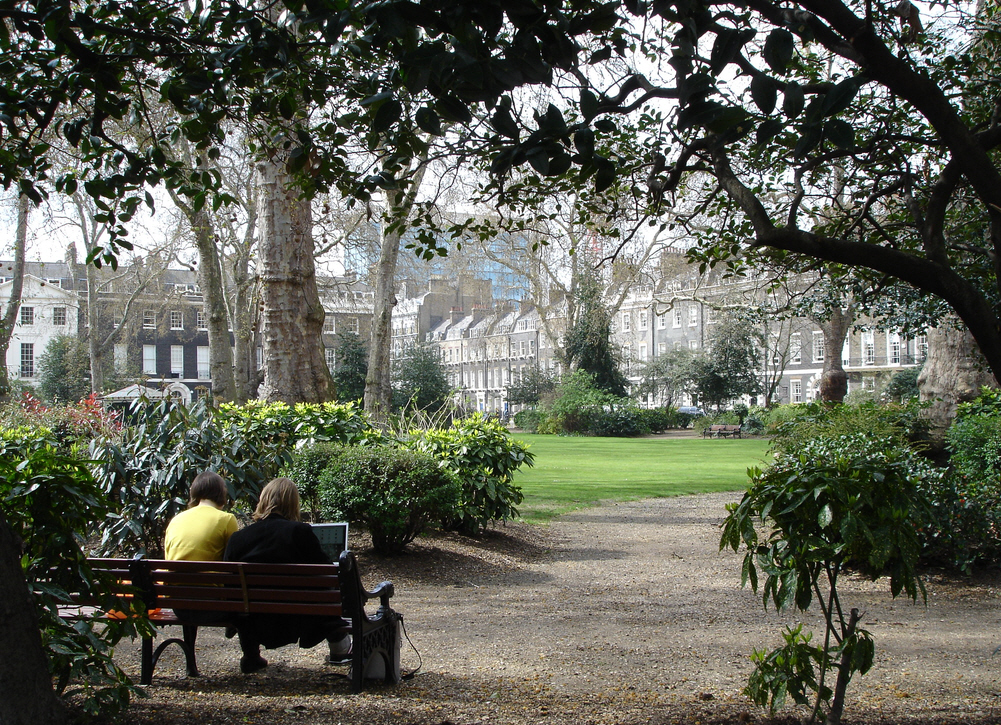
ドロシー・リチャードソンが住んでいたブルームスベリーにあるベッドフォードガーデン。

ドロシー・リチャードソン（Dorothy Richardson、1873年5月17日 - 1957年6月17日）は、イングランド・アビンドン＝オン＝テムズ出身の女性小説家。
意識の流れの手法を用いて『遍歴』（Pilgrimage）全12巻（1915年 - 1938年）を書いた。これは、女性主人公ミリアムの17年間にわたる意識を精細に執拗に描いた長編小説である。